# Oster (città)
Oster (in ucraino Остер?; in russo Остёр?, Ostër) è una città  (5564 abitanti) nel distretto di Černihiv, nell'oblast' di Černihiv. Ospita l'amministrazione della comunità territoriale di Oster, una delle comunità territoriali dell'Ucraina.
Fino al 18 luglio 2020 Oster apparteneva al distretto di Kozelec'. Il distretto è stato abolito nel luglio 2020 come parte della riforma amministrativa dell'Ucraina, che ha ridotto a cinque il numero dei distretti dell'oblast' di Černihiv. L'area del distretto di Kozelec' è stata fusa nel distretto di Černihiv.